# اندرو بی. لیپمن
اندرو بی. لیپمن (انگلیسی: Andrew B. Lippman؛) دانشمند ارشد پژوهشی در آزمایشگاه رسانه ای MIT اهل ایالات متحده آمریکا است.